# جيمي ثندر
جيمي ثندر (بالإنجليزية: Jimmy Thunder) مواليد 3 فبراير 1966 في أبيا، ساموا، هو ملاكم نيوزلندي يصنف ضمن فئة الوزن الثقيل بدأ مسيرته الاحترافية سنة 1988. حقق الميدالية الذهبية في دورة ألعاب الكومنولث 1986.

## المسيرة الاحترافية
من نزالاته:
- انتصر على تريفور بيربيك (1995).

## إحصائيات
خاض خلال مسيرته 49 نزالا، فاز في 35 وخسر في 14. فاز بالضربة القاضية في 28 نزالا.

## الميداليات
| الميدالية | المسابقة                  |
| --------- | ------------------------- |
| ذهبية     | دورة ألعاب الكومنولث 1986 |

## روابط خارجية
- جيمي ثندر على موقع بوكس ريك (الإنجليزية) (registration required)